# تجيتجي: فتاة الهيمبا (فلم)
تجيتجي: فتاة الهيمبا (بالإنجليزية: Tjitji the Himba girl) هو فيلم وثائقي قصير ناميبي صدر عام 2015 من إخراج أوشوشيني هيفالوه وإنتاج فيرجينيا ويتس.

## القصّة
يُركّز الفيلم على حياة تجيجي الشابة الطموحة من قبيلة الهيمبا والتي تحلمُ سرًا في أن تكون مقدمة برنامجٍ حواري مشهورة.

## الجوائز والترشيحات
حصل الفيلمُ على تقييماتٍ إيجابيةٍ كما فاز بالعديد من الجوائز في المهرجانات السينمائية الدولية، حيثُ حصل على ترشيحات في فئات أفضل مخرج، أفضل سيناريو أصلي، أفضل موسيقى أصلية، أفضل تصوير سينمائي وأفضل فيلم روائي في حفل توزيع جوائز السينما والمسرح الناميبي لعام 2014 الذي أُقيم في المسرح الوطني في ناميبيا. فاز الفيلمُ لاحقًا بجوائز التصوير السينمائي والأفلام الروائية في جوائز المسرح والسينما الناميبية في نفس العام، وحصل على إشادة خاصّة في مهرجان بنغالور للأفلام القصيرة في مدينة بنغالور بالهند في عام 2015، فضلًا عن عرضهِ في مهرجان أفريقيا السينمائي الدولي عام 2015 أيضًا.

## طاقم التمثيل
- أونو كامورواو في دور تجيتجي
- مونجو هيمبيندا في دور والد تجيتجي
- تواكارا موتامبو في دور والدة تجيتجي
- نيمبونا ليسيوس في دور تامونا (تامو)
- إستر كاكوي في دور فيريهيفا
- نغونوتجي رافائيل في دور ليسيدي
- كاونا فيليم في دور بولينجو
- كيتير دانيال في دور مواشيبي
- أوتاكارا نداندو في دور والد مواشيبي